# Giovanni Battista Libero Badarò
Giovanni Battista Libero Badarò (1793 o 1798 -21 de noviembre de 1830) fue un político, periodista y botánico italiano. 
Estudió medicina en la Universidad de Turín y en la Universidad de Pavía. En 1826 emigra a Brasil, partiendo de Génova, luego que el país había obtenido la independencia de Portugal en 1822, durante el reinado del Emperador Don Pedro I (1822), que se mantuvo en el poder. 
En Brasil fue a vivir a la ciudad de São Paulo, donde funda el periódico liberal O Observador Constitucional (El Observador Constitucional), en 1829, y enseñó en cursos su disciplina jurídica. De ideas republicanas, uso el diario para criticar la situación política y el autoritarismo del Imperio. Durante una manifestación de estudiantes liberales fue asesinado. Del crimen fue sospechado Cândido Ladislau Japiaçu, un miembro de la Corte de Justicia acusado de corrupción por el diario de Badaró, pero ninguna prueba confirmó tales sospechas. Algunos historiadores han pensado que el mandante del asesino haya sido el emperador, de lo que nunca hubo pruebas.
Su muerte fue acompañada de una revuelta contra el emperador y más de 5.000 personas participaron del funeral. Este episodio aceleró el fin del reinado de Don Pedro I, que pocos meses después abdicó en favor del hijo, Don Pedro II, de apenas 5 años de edad. 

## Honores
Badaró es considerado un mártir de la libertad de expresión. Vendría, 59 años después, la proclamación de la república de parte del General Deodoro da Fonseca, el 15 noviembre de 1889, y la memoria de Badarò fue honrada en una pública ceremonia donde sus restos fueron transferidos a otro cementerio. A su nombre fue intitulado un premio al periodismo, y la ciudad de São Paulo dedicó una calle del centro, la vieja rua São José, donde había repsado exánime. 
A Badarò se le atribuye el lema 

Morre um liberal, mas não morre a liberdade
"Muere un liberal más no la libertad"

que habría pronunciado a punto de fallecer.

### Epónimos
A su nombre le fue dedicada la especie Senecio badaroi Moris ex Badarò .
- La abreviatura «Badarò» se emplea para indicar a Giovanni Battista Libero Badarò como autoridad en la descripción y clasificación científica de los vegetales.[1]